# Madam Secretary (phim truyền hình)
Madam Secretary là một bộ phim truyền hình chính trị của Mỹ được thực hiện bởi Barbara Hall. Phim có sự tham gia của Téa Leoni trong vai Elizabeth McCord, cựu nhà phân tích và giáo sư khoa học chính trị của CIA trở thành Ngoại trưởng. Madam Secretary được công chiếu vào ngày 21 tháng 9 năm 2014, trên CBS.
Madam Secretary đã được gia hạn cho mùa thứ sáu vào tháng 5 năm 2019.Sau đó,đại diện hãng phim đã ra tuyên bố cùng tháng,mùa thứ sáu sẽ là mùa cuối cùng của loạt phim và sẽ bao gồm mười tập.

## Tiền đề
Madam Secretary khám phá cuộc đời của Ngoại trưởng Elizabeth McCord với tư cách là Ngoại trưởng Hoa Kỳ đầy quyết tâm. McCord thúc đẩy ngoại giao quốc tế, đấu tranh với chính trị văn phòng và phá vỡ giao thức nếu cần khi cô đàm phán các vấn đề trên toàn thế giới. Chương trình cũng tập trung vào cuộc sống cá nhân của các nhân vật.

## Diễn viên
- Téa Leoni trong vai Elizabeth "Bess" Adams McCord
- Tim Daly trong vai Henry McCord
- Bebe Neuwirth trong vai Nadine Tolliver (mùa 1–4)
- Željko Ivanek trong vai Russell Jackson
- Erich Bergen trong vai Blake Moran
- Patina Miller trong vai Daisy Grant
- Geoffrey Arend trong vai Matt Mahoney
- Wallis Currie-Wood trong vai Stephanie "Stevie" McCord
- Kathrine Herzer trong vai Alison McCord
- Evan Roe trong vai Jason McCord
- Keith Carradine trong vai Conrad Dalton (mùa 2 hiện tại; mùa 1 định kỳ)
- Sebastian Arcelus trong vai Jay Whitman
- Sara Ramirez trong vai Kat Sandoval

## Tập phim
| Mùa | Mùa | Số tập | Số tập | Phát sóng gốc       | Phát sóng gốc       |
| Mùa | Mùa | Số tập | Số tập | Phát sóng lần đầu   | Phát sóng lần cuối  |
| --- | --- | ------ | ------ | ------------------- | ------------------- |
|     | 1   | 22     | 22     | 21 tháng 9 năm 2014 | 3 tháng 5 năm 2015  |
|     | 2   | 23     | 23     | 4 tháng 10 năm 2015 | 8 tháng 5 năm 2016  |
|     | 3   | 23     | 23     | 2 tháng 10 năm 2016 | 21 tháng 5 năm 2017 |
|     | 4   | 22     | 22     | 8 tháng 10 năm 2017 | 20 tháng 5 năm 2018 |
|     | 5   | 20     | 20     | 7 tháng 10 năm 2018 | 21 tháng 4 năm 2019 |